# Tattoo Cover : Londres
Tattoo Cover : Londres (Tattoo Fixers) est une émission de télévision britannique créée par Jamie-Lee Ingram, diffusée hebdomadairement depuis le 23 juin 2015 sur E4.
En France, elle est diffusée depuis le 29 mars 2018 sur TFX, le jeudi soir, après la version française de l'émission, Tattoo Cover.

## Histoire
Le 12 février 2015, Digital Spy a annoncé que la chaîne de télévision E4 allait commander une émission de documentaires en neuf parties : The Tattoo Fixers. Cependant, il a été plus tard raccourci en : Tattoo Fixers. La émission suit le même format que l'émission américaine Tattoo Nightmares.
Pour la deuxième saision, Lou Hopper a été remplacé par Alice Perrin tandis que tous les autres membres de la distribution de la première saison sont revenus[réf. nécessaire].
En 2016, il a été révélé que tous les membres de la distribution de la deuxième saison reviendraient pour une troisième saison. Ceux-ci incluent Jay Hutton, Sketch Porter, Alice Perrin et Paisley Billings[réf. nécessaire].
Le 12 juillet 2017, l'émission annonçait qu'un nouveau tatoueur rejoindrait le casting de la quatrième saison : Glen Carloss. Tous les autres membres de la saison 3 sont revenus. Cela a également marqué la première saison à avoir quatre tatoueurs présents[réf. nécessaire].
En 2018, il a été confirmé que le tatoueur de longue date (Jay Hutton) ne reviendrait pas pour la cinquième saison. Il a été confirmé par la suite que le tatoueur de la quatrième saison (Glen Carloss) ne reviendrait pas pour une autre saison. Il a été révélé par la suite que les substituts de Jay Hutton et de Glenn Carloss seraient des frères originaires du Devon, Pash et Uzzi Canby[réf. nécessaire].

## Distribution
| Noms                   | Saison 1 | Saison 2 | Saison 3 | Saison 4 | Saison 5 | Voix française        |
| ---------------------- | -------- | -------- | -------- | -------- | -------- | --------------------- |
| Jay Hutton             |          |          |          |          |          | Philippe Bozo         |
| Steven Porter "Sketch" |          |          |          |          |          | Stéphane Ronchewski   |
| Paisley Billings       |          |          |          |          |          | Virginie Emane        |
| Alice Perrin           |          |          |          |          |          | Alexandra Furon       |
| Glen Carloss           |          |          |          |          |          | François Santucci     |
| Lou Hopper             |          |          |          |          |          | Elvire Melliere       |
| Pash Canby             |          |          |          |          |          | Jean-Michel Vaubien   |
| Uzzi Canby             |          |          |          |          |          | Jean-Baptiste Anoumon |

- Présent pendant les saisons
- Absent pendant les saisons

Voix françaises additionnelles :
- Maïk Darah
- Isabelle Langlois
- Anne-Sophie Nallino
- Elsa Davoine
- Benoit Rivillion
- Damien Cochereau
- François Santucci
- Isabelle Miller
- Tony Marot
- Caroline Breton
- Charlotte Boudon
- Alexandre Donders
- Pierre-Alain de Garrigues

Version française :
- Société de doublage : MAS Productions
- Adaptation des dialogues : Déborah Hassine, Brice Gueret, Pauline Lelièvre, Clara Drzewuski, Romain-Nicolas Talbot, Xavier Vibert, Camille Roze

## Émissions

### Panorama des émissions
| Saison | Saison | Émissions | Royaume-Uni       | Royaume-Uni   |
| Saison | Saison | Émissions | Début de saison   | Fin de saison |
| ------ | ------ | --------- | ----------------- | ------------- |
|        | 1      | 9         | 23 juin 2015      | 18 août 2015  |
|        | 2      | 15        | 22 décembre 2015  | 29 mars 2016  |
|        | 3      | 15        | 7 décembre 2016   | 28 mars 2017  |
|        | 4      | 17        | 7 novembre 2017   | 27 mars 2018  |
|        | 5      | 15        | 17 septembre 2018 | À venir       |

### Émissions spéciales
| Saison | Saison | Épisodes                          | Titres originaux           | Première diffusion |
| ------ | ------ | --------------------------------- | -------------------------- | ------------------ |
|        | 3      | 1                                 | Tattoo Fixers at Christmas | 20 décembre 2016   |
| 2      | 3      | Tattoo Fixers Valentine’s Special | 13 décembre 2016           |                    |
|        | 4      | 3                                 | Tattoo Fixers at Christmas | 19 décembre 2017   |

## Diffusion internationale
En Australie, l'émission a été diffusée sur 9GO! le 2 septembre 2015.

## Émissions dérivées
En 2016, la chaîne E4 a annoncé la réalisation de deux spin-offs de l'émission :
- Tattoo Cover : on Holiday (Tattoo Fixers on Holiday) est le premier dérivé similaire à l'émission Tattoo Cover : Londres. Installé temporairement au salon de tatouage dans un climat estival méditerranéen, Alice Perrin, Jay Hutton, Steven Porter "Sketch" et Glen Carloss vont devoir aider les vacanciers à corriger leurs tatouages honteux. En France, ce spin-off est diffusé depuis le 15 juillet 2019 sur TFX[3].
- Body Fixers est le deuxième dérivé se penchant sur les altérations cosmétiques non-tatoué tels que le piercing, colorant capillaire et botox[4],[5]. Les appels au casting pour Body Fixers ont commencé à apparaître après les numéros de Tattoo Cover : Londres à partir de février 2016. Ce spin-off est diffusé depuis le 13 septembre 2016 sur E4[6].

Diffusé à partir d'avril 2017, Tattoo Artist of the Year est jugé par Jay Hutton et Rose Hardy.

## Accueil

### Audiences
| Saison | Début de saison   | Début de saison | Fin de saison     | Fin de saison   | Moyenne des téléspectateurs |
| Saison | Date de diffusion | Téléspectateurs | Date de diffusion | Téléspectateurs | Moyenne des téléspectateurs |
| ------ | ----------------- | --------------- | ----------------- | --------------- | --------------------------- |
| 1      | 23 juin 2015      | 550 000         | 18 août 2015      | 860 000         | 610 000                     |
| 2      | 22 décembre 2015  | 880 000         | 29 mars 2016      | 850 000         | 990 000                     |
| 3      | 7 décembre 2016   | 550 000         | 28 mars 2017      | NC              | NC                          |
| 4      | 7 novembre 2017   | NC              | 27 mars 2018      | NC              | NC                          |
| 5      | 17 septembre 2018 | NC              | NC                | NC              | NC                          |

### Récompenses et nominations
| Année | Récompenses                | Catégorie              | Résultat   |
| ----- | -------------------------- | ---------------------- | ---------- |
| 2017  | National Television Awards | Divertissement factuel | Nomination |